# Berthelinia
Berthelinia is een geslacht van weekdieren uit de  familie van de Juliidae.

## Soorten
- Berthelinia australis (Burn, 1960)
- Berthelinia babai (Burn, 1965)
- Berthelinia caribbea Edmunds, 1963
- Berthelinia chloris (Dall, 1918)
- Berthelinia corallensis (Hedley, 1920)
- Berthelinia darwini Jensen, 1997
- Berthelinia elegans Crosse, 1875 †
- Berthelinia fijiensis (Burn, 1966)
- Berthelinia ganapati Sarma, 1975
- Berthelinia limax (Kawaguti & Baba, 1959)
- Berthelinia pseudochloris Kay, 1964
- Berthelinia rottnesti Jensen, 1993
- Berthelinia schlumbergeri Dautzenberg, 1895
- Berthelinia singaporensis K. Jensen, 2015
- Berthelinia typica (Gatliff & Gabriel, 1911)
- Berthelinia waltairensis Sarma, 1975